# Copa Oswaldo Cruz
La Copa Oswaldo Cruz (en portugués Taça Oswaldo Cruz) fue un torneo de fútbol disputado entre las selecciones de Brasil y Paraguay, disputado ocasionalmente entre los años 1950 y 1976 con el objetivo de promover el intercambio deportivo entre ambos países.
Se disputaron únicamente ocho ediciones, de las cuales Brasil las ganó todas.
La 1.ª, 2.ª, 4.ª y 6.ª edición se realizaron en Brasil; la 3.ª, 5.ª y 7.ª edición se realizaron en Paraguay; mientras que la 8.ª y última edición se realizó en ambos países.

## Formato de competencia
El formato consistía en jugar dos partidos, se definiría ganador el equipo que realizará más puntos, en caso de empate se definiría a través de la diferencia de goles.

## Datos
De los 16 partidos jugados, Brasil ganó 11, mientras que Paraguay sólo pudo ganar 1, y empataron en 4 ocasiones.
Brasil, ganó por lo menos un partido en cada edición.
Brasil anotó 46 goles, y Paraguay 14 goles; en total se anotaron 60 goles entre ambas selecciones.

## Competiciones
| Año           | Sede              | Campeón | Final Resultados | Subcampeón |
| ------------- | ----------------- | ------- | ---------------- | ---------- |
| 1950 Detalles | Brasil            | Brasil  | 2:0 3:3          | Paraguay   |
| 1955 Detalles | Brasil            | Brasil  | 3:0 3:3          | Paraguay   |
| 1956 Detalles | Paraguay          | Brasil  | 2:0 5:2          | Paraguay   |
| 1958 Detalles | Brasil            | Brasil  | 5:1 0:0          | Paraguay   |
| 1961 Detalles | Paraguay          | Brasil  | 2:0 3:2          | Paraguay   |
| 1962 Detalles | Brasil            | Brasil  | 6:0 4:0          | Paraguay   |
| 1968 Detalles | Paraguay          | Brasil  | 4:0 0:1          | Paraguay   |
| 1976 Detalles | Paraguay y Brasil | Brasil  | 1:1 3:1          | Paraguay   |